# Äujes Jeljubajew
Äujes Schaghyparbekuly Jeljubajew (kasachisch Әуез Жағыпарбекұлы Елюбаев, russisch Ауэз Жагипарбекович Елюбаев Aues Schagiparbekowitsch Jeljubajew, englische Transkription: Auez Elyubaev; * 16. Februar 1986) ist ein ehemaliger kasachischer Billardspieler aus Semei, der in der Billardvariante Russisches Billard antritt.
Er wurde 2009 Weltmeister in der Disziplin Kombinierte Pyramide.

## Karriere
Jeljubajew begann im Alter von 15 Jahren mit dem Billardspielen.
Ab 2003 nahm er jährlich an den Asian Open teil. Seinen größten Erfolg im Jugendbereich erzielte er 2004, als er kasachischer Vizejuniorenmeister in der Kombinierten Pyramide wurde.
Seinen ersten nationalen Meistertitel bei den Erwachsenen gewann Jeljubajew 2005 in der Disziplin 8-Ball-Pyramide. Im selben Jahr nahm er erstmals an der Weltmeisterschaft teil und schied mit zwei Siegen nach vier Vorrundenspielen aus.
Im April 2007 wurde erstmals die WM in der Kombinierten Pyramide ausgetragen. Jeljubajew gelangte dort ins Viertelfinale, in dem er dem Russen Daniil Boguschewski unterlag. Nachdem er in der Dynamischen Pyramide im Achtelfinale ausgeschieden war, erreichte er Ende 2007 bei der Freie-Pyramide-WM erneut das Viertelfinale und verlor gegen Arman Baklatschjan.
2008 wurde Jeljubajew durch einen Finalsieg gegen Däuren Urynbajew zum zweiten Mal kasachischer Meister, diesmal in der Freien Pyramide. Im selben Jahr erreichte er bei den Asian Open erstmals das Viertelfinale. Bei den beiden Weltmeisterschaften schied er hingegen frühzeitig aus; in der Kombinierten Pyramide in der Vorrunde und in der Freien Pyramide im Sechzehntelfinale.
Im Februar 2009 wurde Jeljubajew in Almaty Weltmeister in der Kombinierten Pyramide. Nachdem er unter anderem die früheren Weltmeister Jaroslaw Wynokur und Oleksandr Palamar besiegt hatte, setzte er sich im Endspiel gegen den Titelverteidiger, seinen Landsmann Älichan Qaranejew, knapp mit 6:5 durch. Es war das bislang einzige WM-Finale, bei dem zwei Kasachen gegeneinander antraten. Vier Monate später zog Jeljubajew auch bei den Asian Open ins Endspiel ein, musste sich diesmal aber dem Weißrussen Jauhen Kurta mit 2:7 geschlagen geben. Nachdem er beim Kremlin Cup in der Vorrunde ausgeschieden war, gelangte er bei der Freie-Pyramide-WM 2009 ins Sechzehntelfinale.
2010 wurde Jeljubajew im Finale gegen Schamal Schumanijasow erstmals kasachischer Meister in der Kombinierten Pyramide. Im Februar 2010 verlor er bei der Kombinierte-Pyramide-WM gegen Vasif Məmmədov und Qanybek Saghyndyqow und war damit der erste Titelverteidiger in dieser Disziplin, der in der Vorrunde ausschied. Aufgrund eines schweren Autounfalls musste Jeljubajew im Jahr 2010 einige Monate pausieren. Im November erreichte er bei der Freie-Pyramide-WM in Willingen das Achtelfinale, in dem er seinem Landsmann Däuren Urynbajew mit 5:6 knapp unterlag. Am Jahresende sicherte er sich den Titel des absoluten kasachischen Meisters.
Bei der Kombinierte-Pyramide-WM 2011 erreichte Jeljubajew das Achtelfinale, das er gegen Oleksandr Palamar verlor. Im selben Jahr gelangte er bei den Asian Open und beim Champions Cup ins Viertelfinale.
Anfang 2012 erreichte Jeljubajew beim Tatarstan Cup in Kasan und bei der kasachischen Meisterschaft in der Dynamischen Pyramide das Viertelfinale. Im März 2012 nahm er zum letzten Mal an einer Weltmeisterschaft teil; bei der Kombinierte-Pyramide-WM in Bischkek erreichte er die Runde der letzten 64, in der er dem späteren Finalisten Juri Paschtschinski knapp mit 3:4 unterlag. Bei den Asian Open 2012 erreichte er das Sechzehntelfinale.
Nach einem Jahr Pause nahm Jeljubajew 2014 noch einmal an zwei Turnieren teil. Er schied bei der kasachischen Meisterschaft in der Kombinierten Pyramide in der Runde der letzten 64 aus und erreichte beim kasachischen Unabhängigkeitspokal das Achtelfinale, in dem er gegen Emil Mudarissow verlor.

## Erfolge

### Finalteilnahmen (Auswahl)
| Ergebnis | Jahr | Turnier                                | Finalgegner       | Endstand |
| -------- | ---- | -------------------------------------- | ----------------- | -------- |
| Sieger   | 2009 | Kombinierte-Pyramide-Weltmeisterschaft | Älichan Qaranejew | 6:5      |
| Finalist | 2009 | Asian Open                             | Jauhen Kurta      | 2:7      |

### Weitere Erfolge
- Kasachischer Meister (8-Ball-Pyramide): 2005
- Kasachischer Meister (Freie Pyramide): 2008
- Kasachischer Meister (Kombinierte Pyramide): 2010
- Absoluter kasachischer Meister: 2010

## Teilnahmen an Weltmeisterschaften
| Disziplin            | 2003              | 2004              | 2005              | 2006              | 2007 | 2008              | 2009              | 2010              | 2011              | 2012 |
| -------------------- | ----------------- | ----------------- | ----------------- | ----------------- | ---- | ----------------- | ----------------- | ----------------- | ----------------- | ---- |
| Freie Pyramide       | –                 | –                 | R                 | –                 | V    | L32               | L32               | A                 | –                 | –    |
| Dynamische Pyramide  | nicht ausgetragen | nicht ausgetragen | nicht ausgetragen | nicht ausgetragen | A    | nicht ausgetragen | nicht ausgetragen | nicht ausgetragen | nicht ausgetragen | –    |
| Kombinierte Pyramide | nicht ausgetragen | nicht ausgetragen | nicht ausgetragen | nicht ausgetragen | V    | R                 | S                 | R                 | A                 | L64  |
| Quelle:              |                   |                   |                   |                   |      |                   |                   |                   |                   |      |

| Legende | Legende                               |
| ------- | ------------------------------------- |
| S       | Sieger                                |
| F       | Finalist                              |
| HF / H  | Halbfinalist                          |
| VF / V  | Viertelfinalist                       |
| AF / A  | Achtelfinalist                        |
| LX      | Niederlage in der Runde der letzten X |
| R2      | Niederlage in Runde 2                 |
| R       | Vorrundenaus/Niederlage in Runde 1    |
| –       | nicht teilgenommen                    |
| n. a.   | nicht ausgetragen                     |